# Cikupa (Banjaranyar)
Cikupa is een bestuurslaag in het regentschap Ciamis van de provincie West-Java, Indonesië. Cikupa telt 3765 inwoners (volkstelling 2010).